# حمض الميليسيك
حمض الميليسيك (أو حسب التسمية النظامية حمض الترياكونتانويك) هو حمض كربوكسيلي له الصيغة الكيميائية C30H60O2، والتي يمكن كتابتها على الشكل CH3(CH2)28COOH. ويكون على شكل صلب أبيض اللون. ينتمي حمض الميليسيك إلى الأحماض الدهنية المشبعة.

## الاسم والمعنى
حمض المليسيك يأتي اسمه من الكلمة اليونانية ميليسا (ميليسا)والتي تعني نحلة العسل. بسبب وفرة في رحيق الزهور التي تجذب النحل.

## التصنيع
يمكن عزل حمض الميليسيك من شمع النحل؛ كما يمكن تحضيره مخبرياً.

## التجميع الذاتي
يمكن لحمض الميليسيك والترياكونتاناميد (CH3(CH2)28-CONHI) أن تحصل لهما عملية تجميع ذاتي.